# Retable majeur de l'abbaye de Santes Creus
Le Retable majeur de l'abbaye de Santes Creus a été réalisé entre 1403 et 1414 en vue d'orner l'autel majeur de l'abbaye de Santes Creus, à proximité de Tarragone, en Catalogne. C'est une œuvre de style gothique international, réalisée à la tempera sur des panneaux de bois ; elle a été commencée par Guerau Gener et achevée par Lluís Borrassà. En 1647, le retable est démonté pour être remplacé par un retable baroque. Les panneaux du retable sont ensuite séparés en deux groupes, dont l'un se trouve dans la cathédrale de Tarragone, et l'autre au musée national d'Art de Catalogne.
Les huit panneaux qui se trouvaient au centre du retable représentent les « joies de Marie » (généralement de cinq à quinze, ici huit) : l'Annonciation, la Nativité, l'Adoration des mages, la Résurrection du Christ, l'Ascension, la Pentecôte, le Couronnement de la Vierge et la Dormition ; ils correspondent au style de Guerau Gener. L'intervention de Lluis Borrassà (après la mort de Guerau Gener) est visible dans la finition de certaines scènes, et sur certains visages.
Le retable a été construit pour la consécration du nouvel autel, célébrée le 28 mars 1414. L'abbé Andrés Puerta l'a commandé au peintre Pere Serra pour la somme 10 000 sols le 26-01-1403. Toutefois, à la suite du décès de ce peintre en 1406, le nouvel abbé Bernat Dalmau confie la suite du travail à Guerau Gener. Ce dernier meurt à son tour en 1410, si bien que c'est son maître Lluís Borrassà qui le termine le 28-04-1411.
Les troubles causés par la Guerre des faucheurs et la vogue du style baroque ont amené son remplacement par un nouveau retable construit par Josep Tramulles en 1647. Le retable de Guerau a été démonté et déménagé à l'église Saint-Jacques de la Garde du Prats dont le retable avait été brûlé en 1646. Le retable étant trop grand pour le nouvel emplacement, une partie en a été placée à l'ermitage de la Virgen de los Prados, à savoir les panneaux de l'Annonciation, la Résurrection et Saint Jean l'évangéliste.
À la fin du XIXe siècle, les panneaux de l'ermitage ont été vendus à un antiquaire avant de passer au Musée national d'Art de Catalogne. La majeure partie du retable original a été transféré au musée diocésain de Tarragone en 1914. Après leur restauration en 1933, ces panneaux ont été installés dans la chapelle de la Vierge de Montserrat de la Cathédrale de Tarragone, à l'exception du tableau de la Vierge, qui a été remplacé par un tableau de la Vierge de Montserrat. En 2002, on a retrouvé un panneau de la prédelle représentant des saints martyrs.

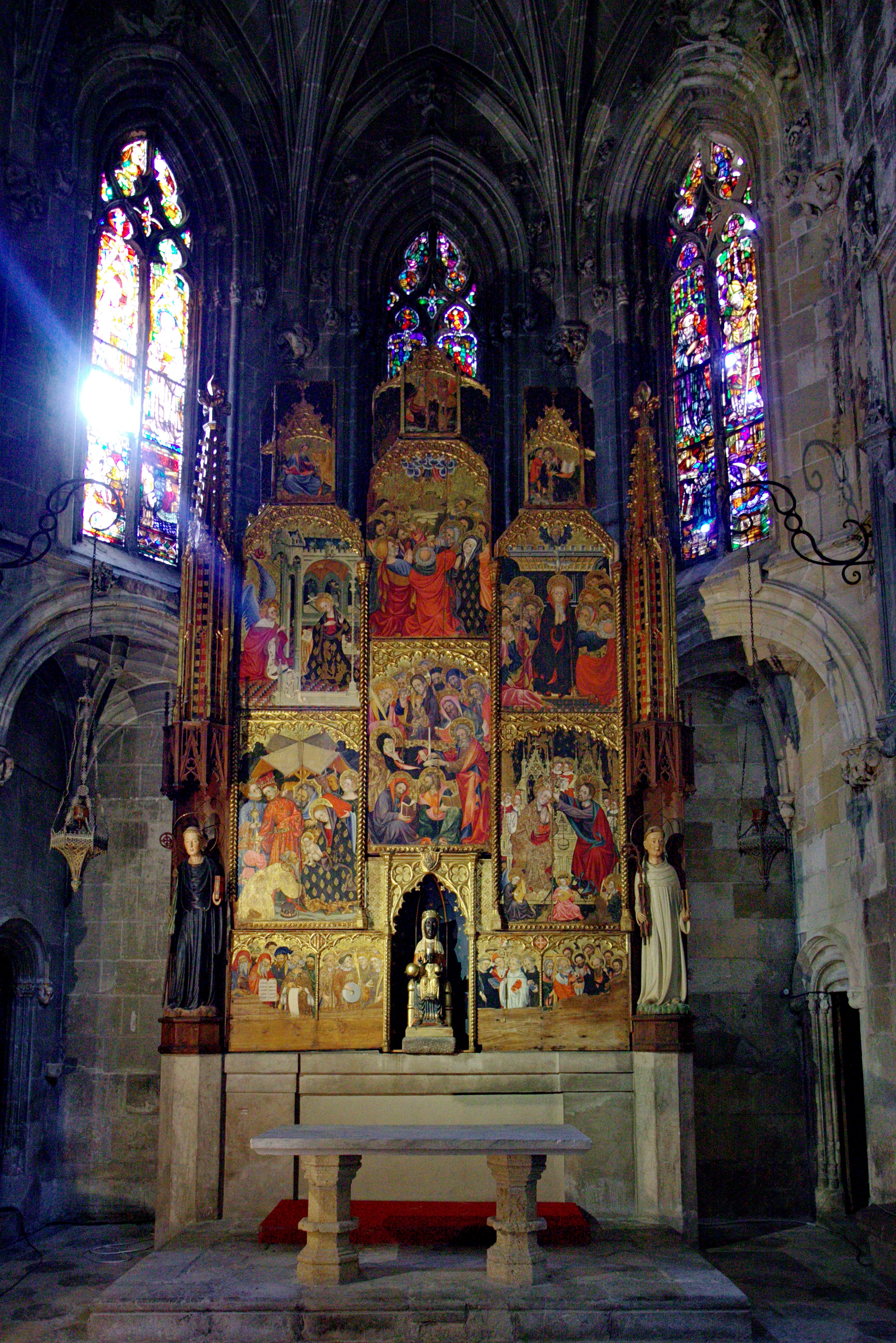
État actuel du retable dans la cathédrale de Tarragone
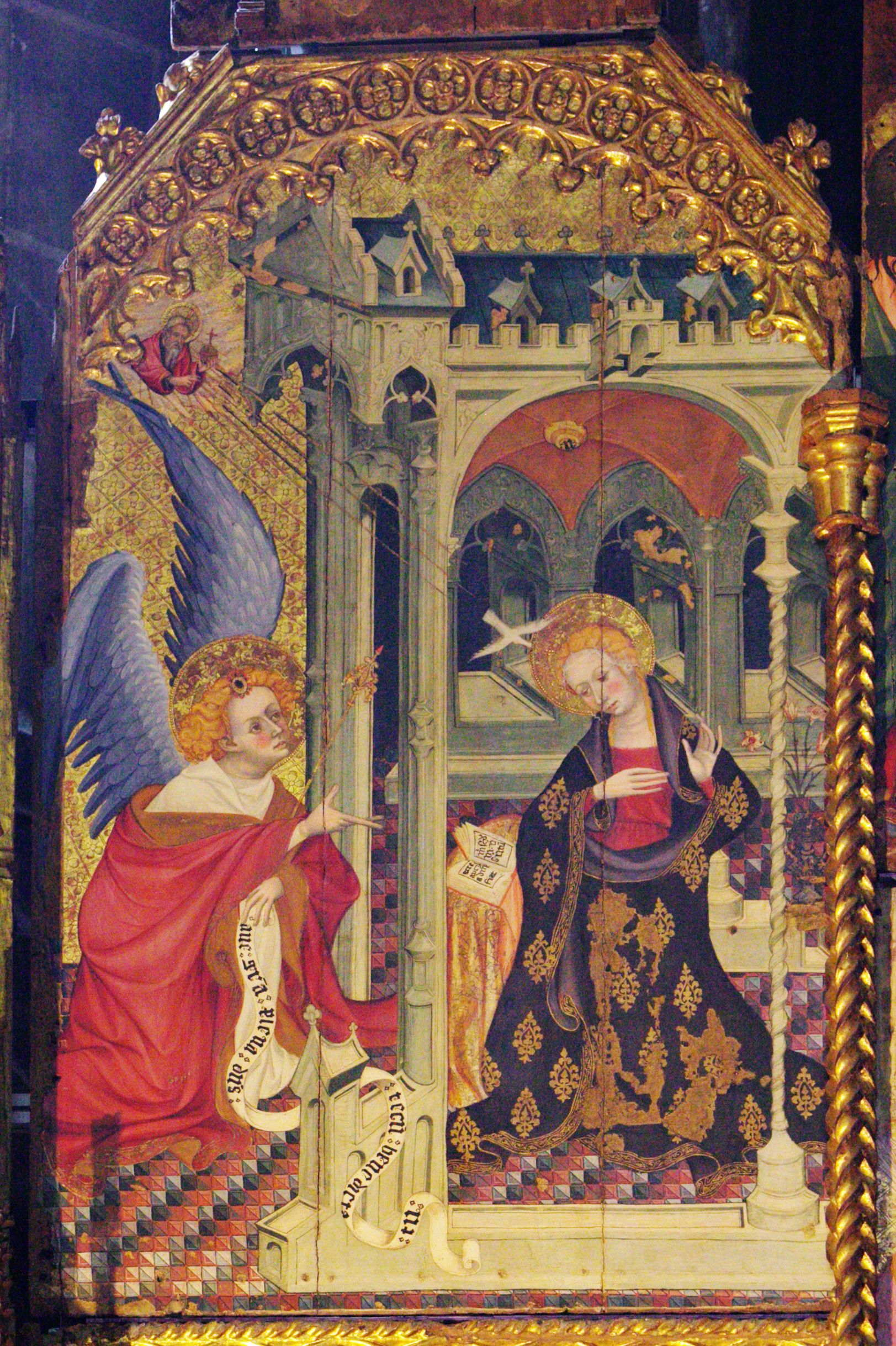
L'Annonciation
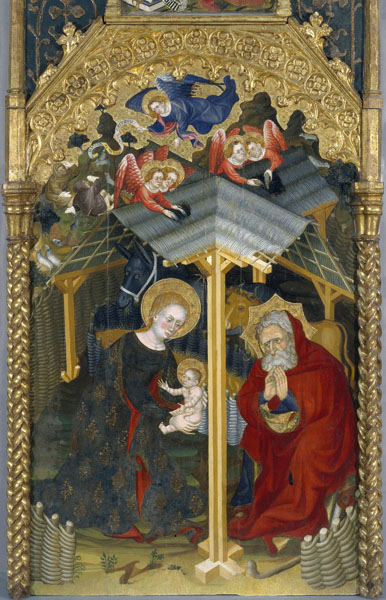
La nativité
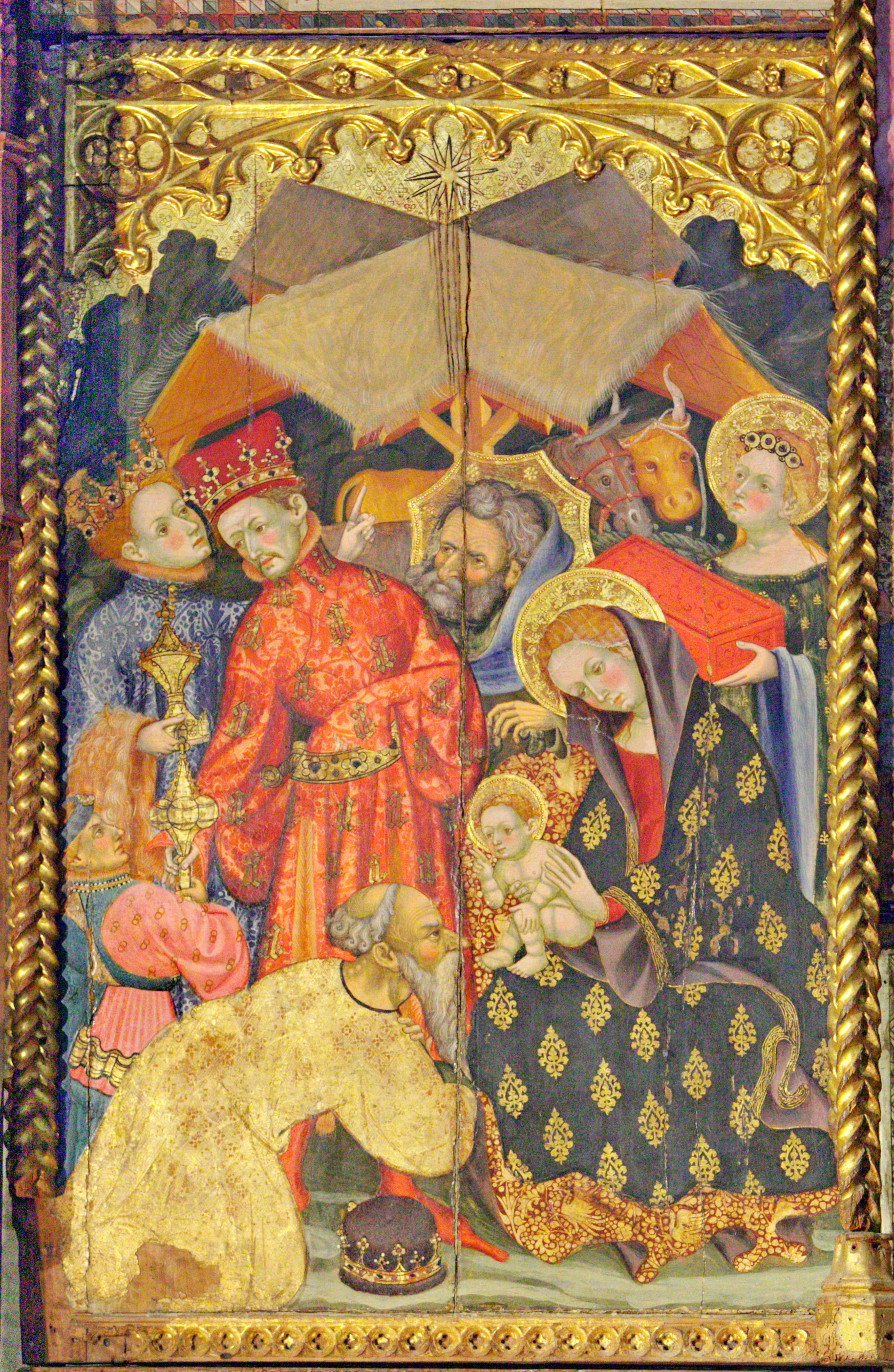
L'adoration des rois mages
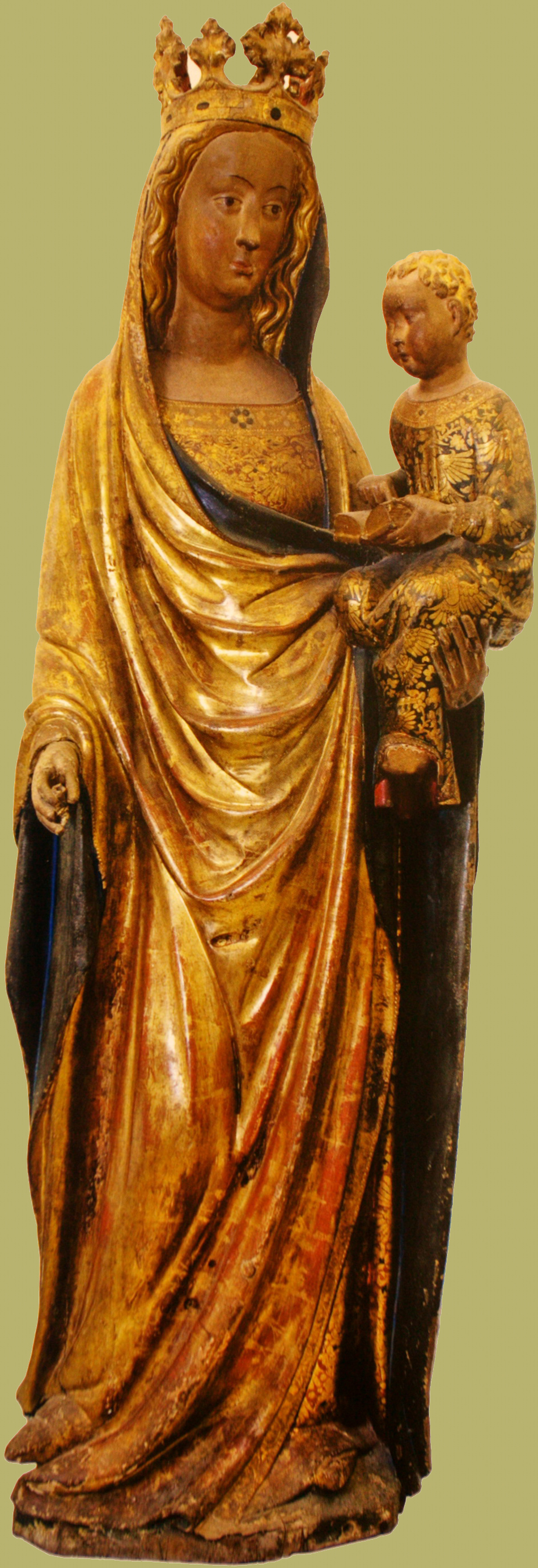
Vierge à l'enfant
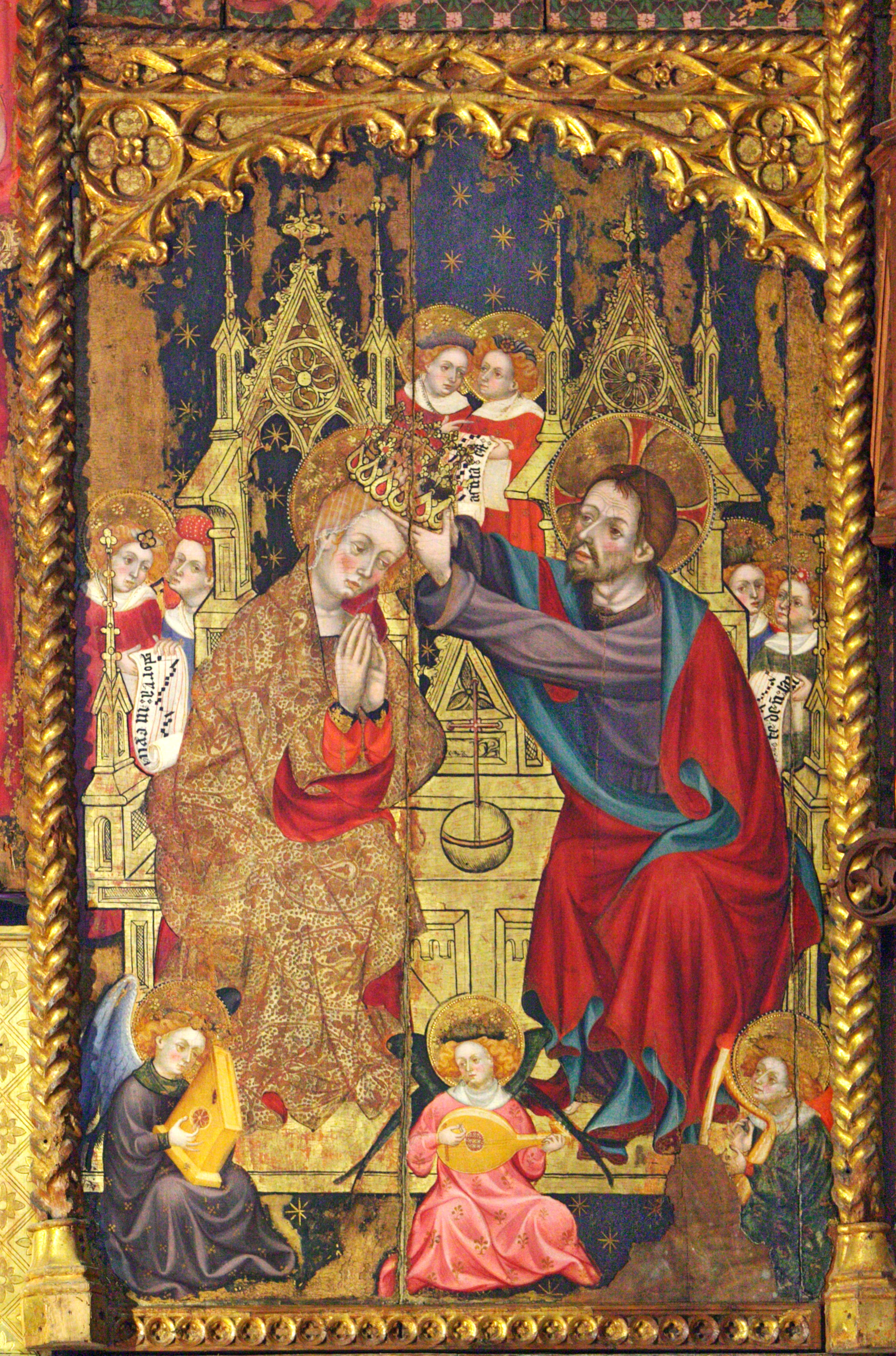
Le couronnement de Marie
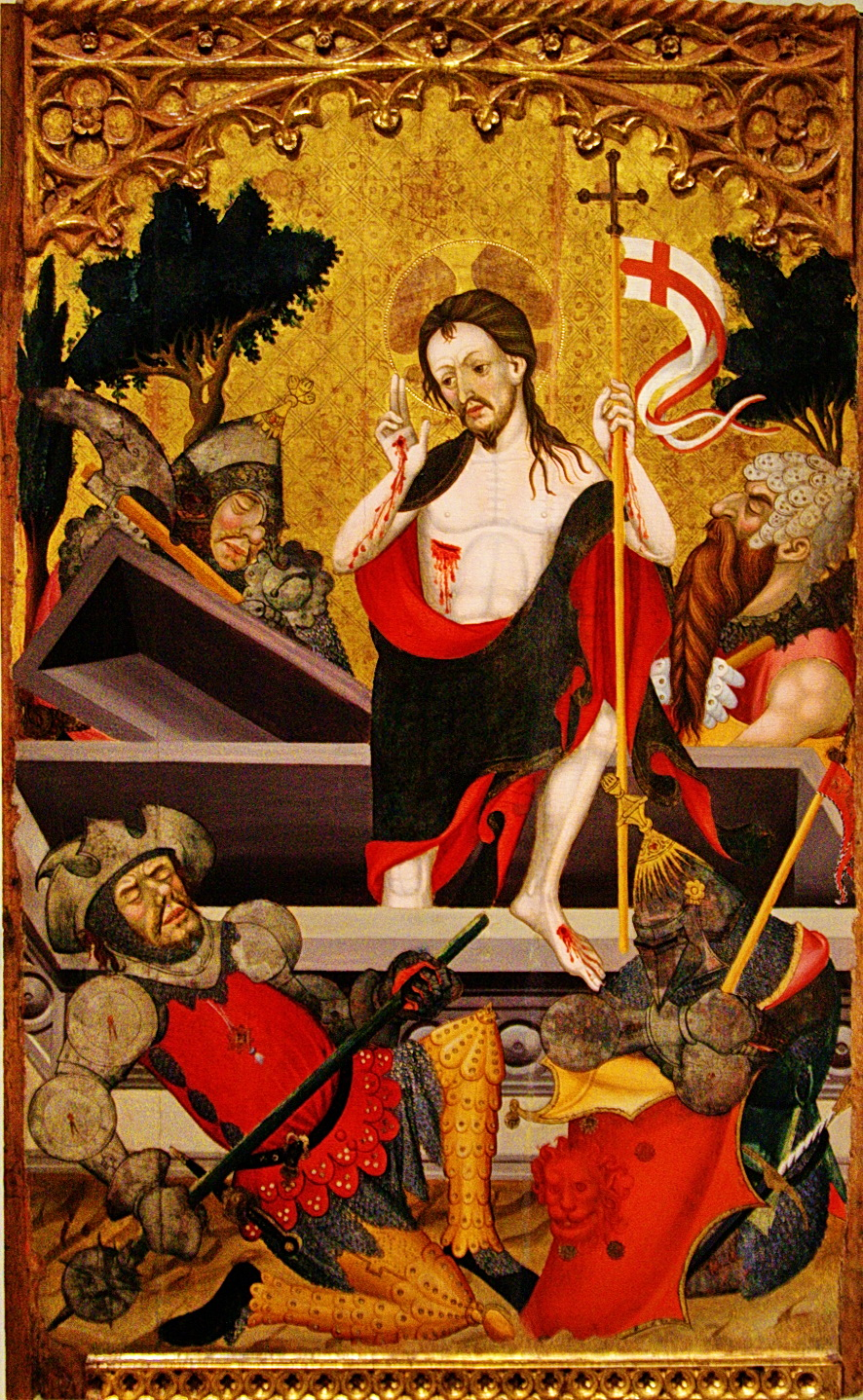
Résurrection du Christ
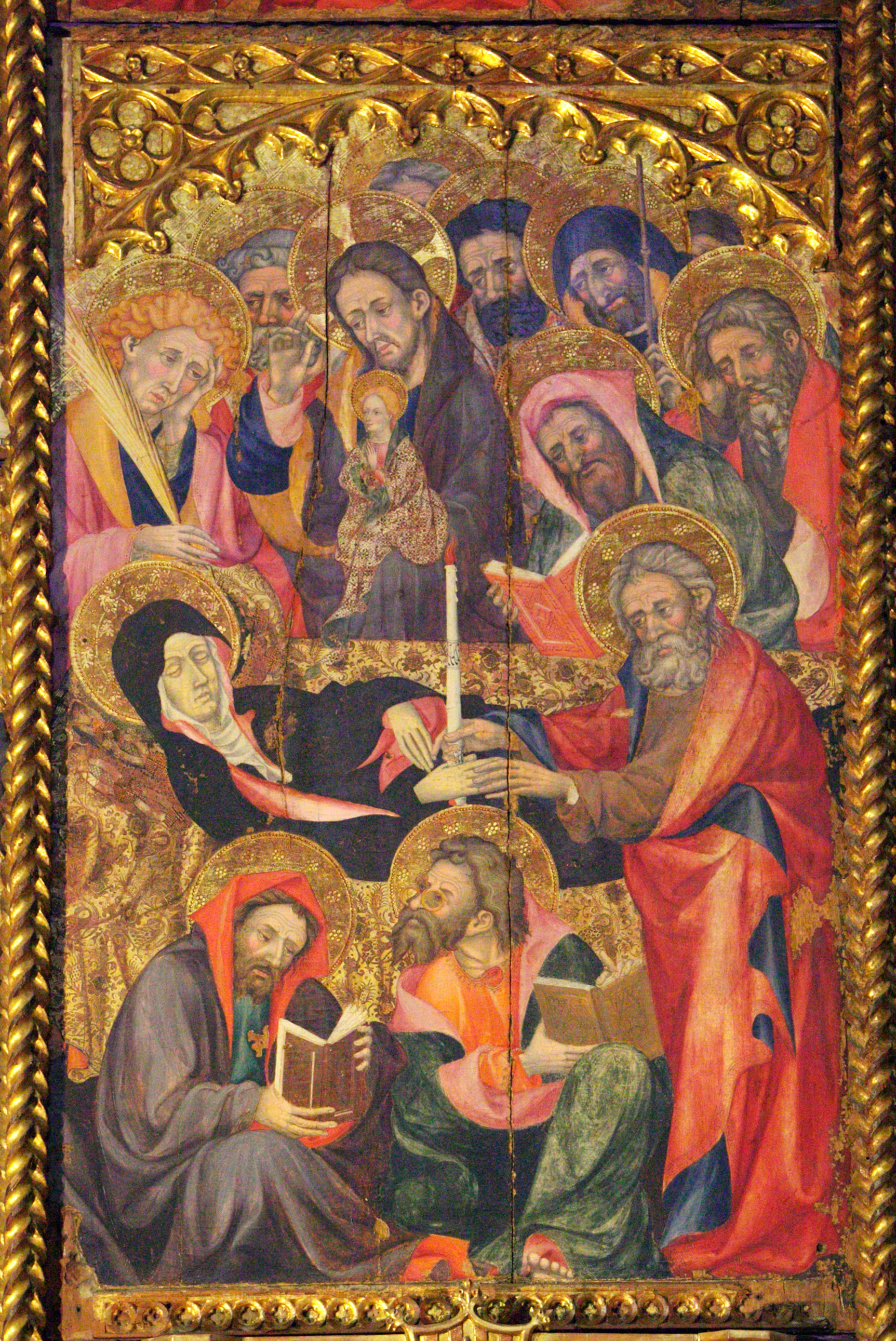
La Dormition de la Vierge
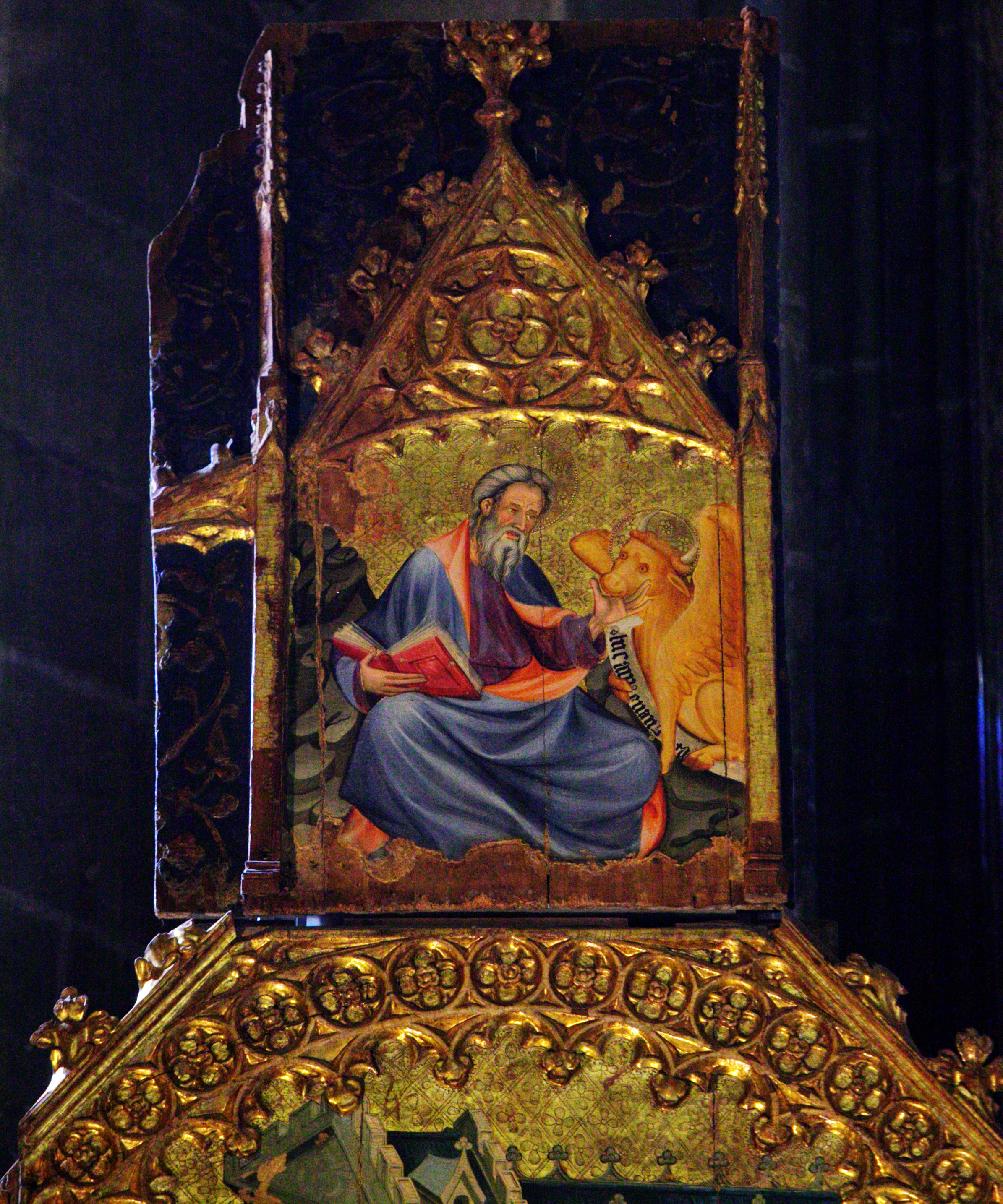
Saint Jean l'évangéliste
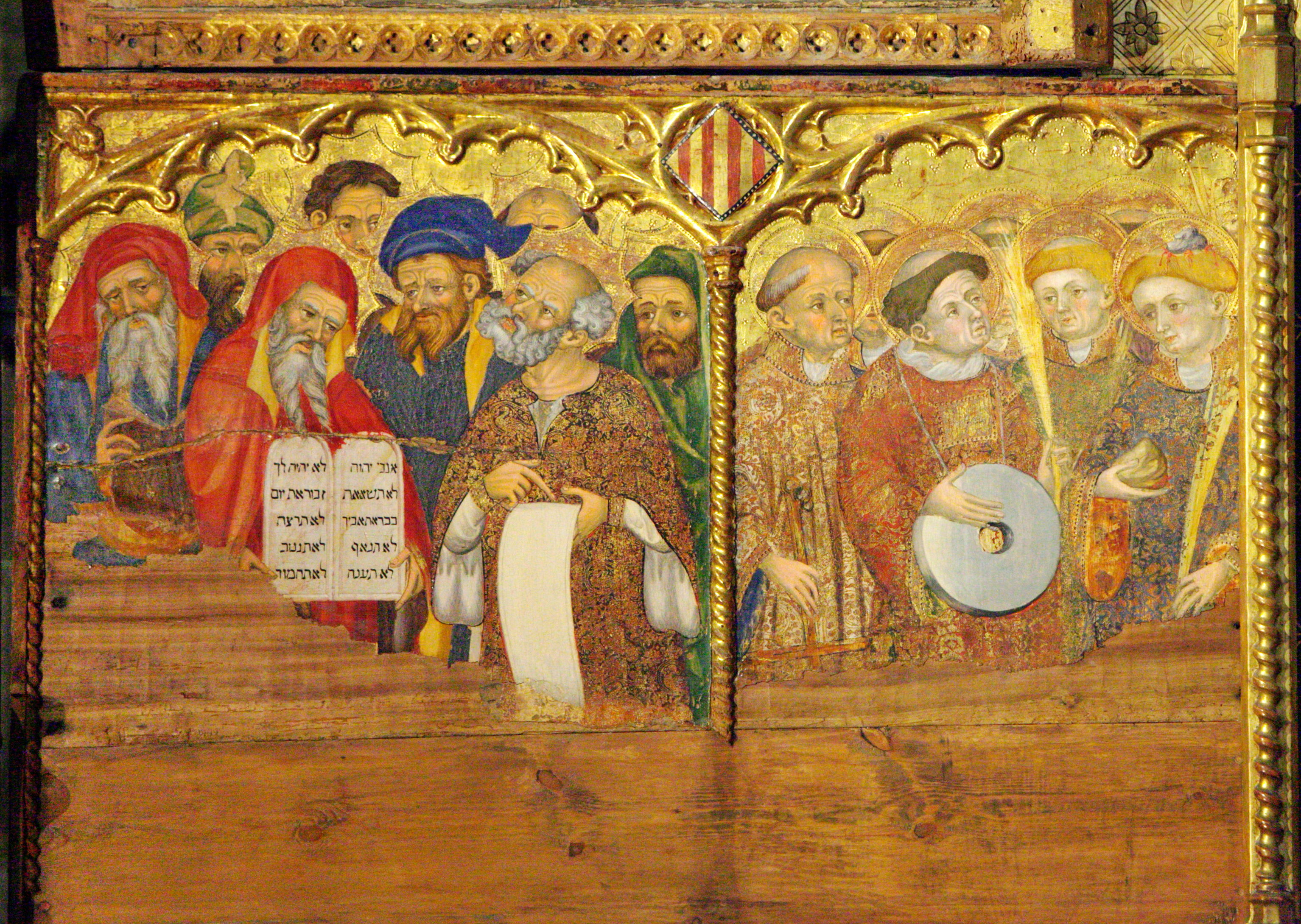
Prophètes sur la prédelle